# شورای فیلم کره‌ای
شورای فیلم کره‌ای (به انگلیسی: Korean Film Council، به کره‌ای: 영화진흥위원회؛ به اختصار: KOFIC) سازمانی است تحت حمایت وزارت فرهنگ، ورزش و جهانگردی کره جنوبی (MCST) که توسط خود دولت اداره می‌شود.

## تاریخچه
این سازمان در سال ۱۹۷۳ با عنوان کورپویشن تبلیغات فیلم متحرک کره‌ای (انگلیسی: Korean Motion Picture Promotion Corporation؛ به اختصار: KMPPC) راه اندازی شد. در سال ۱۹۹۹ نام خود را به کمیسیون فیلم کره‌ای (انگلیسی: Korean Film Commission) تغییر داد تا به عنوان یک نهاد خودگردان راه‌اندازی شود که می‌تواند سیاست فیلم بدون نیاز به تأیید وزارت فرهنگ ایجاد کند. در سال ۲۰۰۴ باردیگر نام خود را به شورای فیلم کره‌ای تغییر داد تا از سردرگمی با کمیسیون‌های فیلم محلی که پشتیبانی از فیلمبرداری در محل را فراهم می‌کنند، اجتناب کند.